# شوارتسباخ (براندنبورگ)
شوارتسباخ (به آلمانی: Schwarzbach) یک شهر در آلمان است که در اوبرشپریوالد-لاوزیتس واقع شده‌است. شوارتسباخ ۷۶۸ نفر جمعیت دارد.